# Мена (Удине)
Мена је насеље у Италији у округу Удине, региону Фурланија-Јулијска крајина.
Према процени из 2011. у насељу је живело 46 становника. Насеље се налази на надморској висини од 265 м.